# Куба (Дагестан)
Куба — село в Лакському районі Дагестану.
Розташоване за 22 км від райцентру. На нинішньому місці село засновано 700—800 років тому. Розташоване воно на гребні гори, як повітряний корабель. За 3 км від села тече Казікумухське Койсу, біля якої простягаються 50 га родючої землі (колись там був сад). На Казікумухському Койсу в 1948-50 збудовано електростанцію.
Кубинці славилися як пастухи овець. До 1929 року в селі було 237 дворів, 937 мешканців, що утримували 100 тис. голів овець. Росіяни зламали злагоджений побут чабанів. У 1936 році почалася колективізація. Репресували найбільш передових, заможних, старанних та освічених людей. У 1936 розкуркулено 10 сімей (вивезено до Казахстану), у 1937 — ще 10. Шість сімей розстріляно в Махачкалі, 4 — відправили в заслання на 15 років.
У 1886 році в селі налічувалось 152 двори. У 1914 було 1106 мешканців. У 1924 відкрито початкову школу (в хаті сім'ї Кіштіл). Навчання проводилось латинню, і був додатковий урок арабської мови. За 1929-30 роки збудовано чотирирічну школу, яка з 1931 перейшла на п'ятирічку. Через збільшення числа учнів приміщення стало затісним. Тоді розкуркулили сім'ю Калла, і в їх хаті у 1933 році відкрито семирічну. У 1960 збудовано середню.